# CJ Adams
Cameron John Adams , detto CJ (Elmhurst, 6 aprile 2000), è un attore statunitense, vincitore di uno Young Artist Award per il film L'incredibile vita di Timothy Green (2012).

## Biografia
Cameron è nato a Rhode Island, New England. Figlio di Donna e Matt Adams, un autore di bestselling del New York Times, esperto di golf, e ospite dello show sul canale radio satellitare SiriusXM.
È conosciuto soprattutto per aver interpretato il ruolo di Timothy Green nel film L'incredibile vita di Timothy Green (2012), per il quale riceve lo Young Artist Award ed è nominato al Saturn Award. Prima di questo aveva recitato nel film L'amore secondo Dan (2007) e nel video Metalheads: The Good, the Bad, and the Evil (2008). Successivamente ha interpretato il ruolo di Zach Wade nel film Against the Wild (2013), nel quale due ragazzi con il loro cane, un Alaskan Malamute, devono sopravvivere nella natura selvaggia dopo un incidente aereo. La sua carriere di attore bambino si conclude con la partecipazione a tre episodi della serie televisiva Chicago Fire (2013-14) e al film Godzilla (2014).

## Filmografia
- L'amore secondo Dan, regia di Peter Hedges (2007)
- Metalheads: The Good, the Bad, and the Evil, regia di Bill Zebub (2008)
- L'incredibile vita di Timothy Green, regia di Peter Hedges (2012)
- Against the Wild, regia di Richard Boddington (2013)
- Chicago Fire, serie televisiva (2013-14)
- Godzilla, regia di Gareth Edwards (2014)
- Bull, serie TV, episodio 4x08 (2019)

## Premi e riconoscimenti
| Anno | Evento                   | Award              | Categoria                                                              | Lavoro                                     | Risultato       |  |
| ---- | ------------------------ | ------------------ | ---------------------------------------------------------------------- | ------------------------------------------ | --------------- |  |
| 2013 | 34th Young Artist Awards | Young Artist Award | Best Performance in a Feature Film - Leading Young Actor Ten and Under | L'incredibile vita di Timothy Green (2012) | Vincitore/trice |  |